# Ari Trausti Guðmundsson

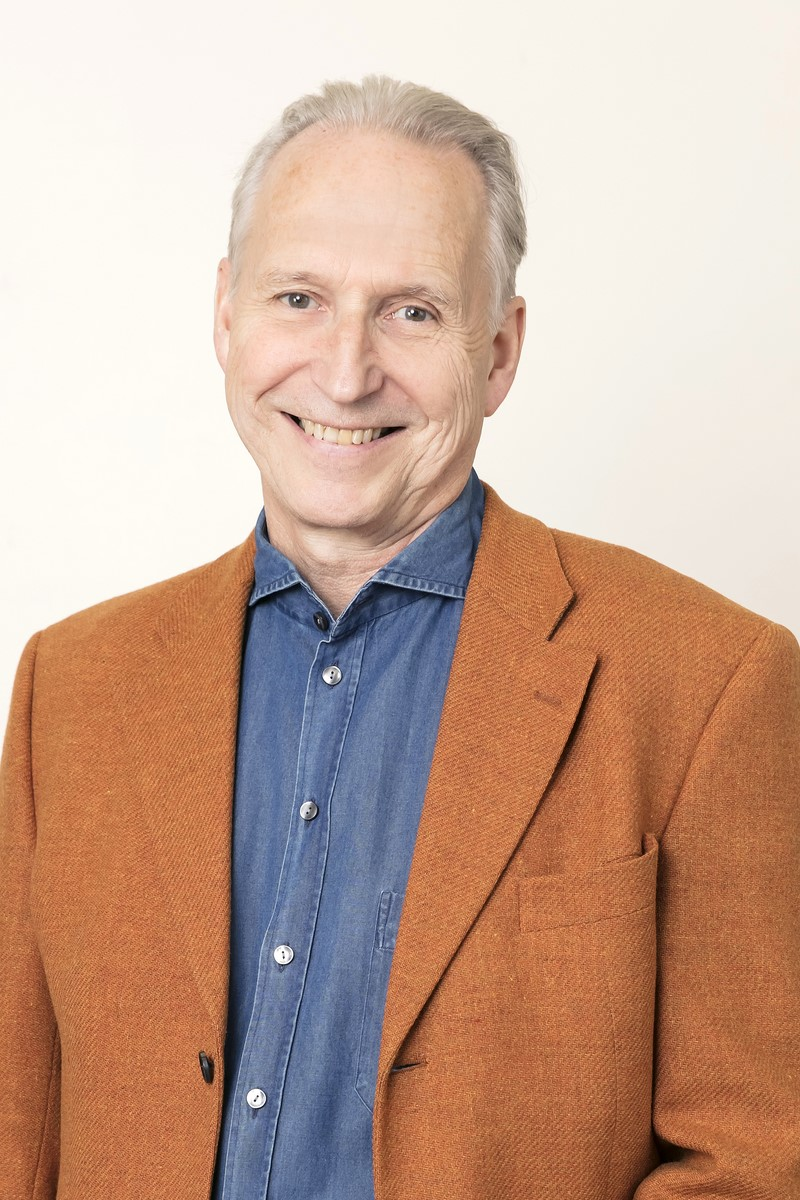
Ari Trausti Guðmundsson

Ari Trausti Guðmundsson  (* 3. Dezember 1948 in Reykjavík) ist ein isländischer Geologe, Schriftsteller und Politiker (Links-Grüne Bewegung).

## Familie
Seine Mutter Lydia Pálsdóttir stammte aus München. Sein Vater war der Maler und Bildhauer Guðmundur Einarsson (1895–1963). Einer seiner Halbbrüder ist der Maler Erró.

## Ausbildung und Beruf
Ari Trausti Guðmundsson schloss seine Schulausbildung 1968 mit der Abiturprüfung an der Menntaskólinn í Reykjavík ab. Anschließend studierte er an der Universitat eine Kombination aus Psychologie und Philosophie, die in Island forspjallsvísindi heißt, und beendete das Studium mit Abschlussprüfung an der Háskóli Íslands 1972. Im Jahre darauf studierte er Geochemie an der Universität Oslo. Dem folgte 1983–84 eine weitere Ausbildung in Geographie an der Háskóli Íslands.
Von 1968 bis 1971 arbeitete Ari Trausti bei der staatlichen Einrichtung Orkustofnun als Vermesser. Von 1973 bis 1974 war er Lehrer an der Grundschule in Eyrarbakki und von 1974 bis 1988 an der weiterführenden Schule Menntaskólinn við Sund. Von 1988 bis 1989 war er Leiter der Inlandsabteilung des Reisebüros Samvinnuferðir-Landsýn hf. Außerdem arbeitet er seit 1990 als Schriftsteller, ist für Rundfunk und Fernsehen tätig und betätigt sich als Guide.

## Politik
Ari Trausti Guðmundsson engagierte sich erstmals in den 1970er Jahren politisch mit dem Ziel, eine Partei links von der eurokommunistischen Volksallianz (Alþýðubandalagið) zu gründen, die ihrerseits als linke Abspaltung der isländischen Sozialdemokraten entstanden war. Im Mai 1980 wurde er zum Vorsitzenden der Partei Kommúnistasamtökin (KS) gewählt, die aus der Vereinigung zweier maoistischer Parteien hervorgegangen war, der Kommunistischen Partei Islands (Marxisten-Leninisten) und der konkurrierenden Einingarsamtök kommúnista (ml). Um 1983 zog er sich vorerst aus der Politik zurück.
2012 kandidierte Ari Trausti erfolglos bei der Präsidentschaftswahl. Er erhielt 8,6 % der Stimmen und stand damit auf dem dritten Platz nach dem wiedergewählten Amtsinhaber Ólafur Ragnar Grímsson (52,8 %) und Þóra Arnórsdóttir (33,2 %). Bei der Parlamentswahl in Island 2016 wurde Ari Trausti als Kandidat der Links-Grünen Bewegung für den Südlichen Wahlkreis ins isländische Parlament Althing gewählt. Bei der vorgezogenen Wahl 2017 wurde er wiedergewählt. Zur Wahl 2021 ist Ari Trausti, wie er bereits im November 2020 angekündigt hatte, nicht mehr angetreten.

## Veröffentlichungen
Ari Trausti ist selbst viel gereist, nicht zuletzt als Bergsteiger, und verfasste einige populärwissenschaftliche Sachbücher und Bildbände, besonders über Island und die geologischen Besonderheiten der Insel. Im Jahre 2002 erhielt er den Halldór-Laxness-Preis für seine Kurzgeschichtensammlung Vegalínur.
Ins Deutsche übersetzte Werke sind:
- Ari Trausti Guðmundsson, Halldor Kjartansson: Wegweiser durch die Geologie Islands. Örn & Örlygur, Reykjavík 1984.
- Ari Trausti Guðmundsson: Land im Werden. Ein Abriss der Geologie Islands. Vaka-Helgafell, Reykjavík 1999, ISBN 9979-2-0347-1
- Ari Trausti Guðmundsson: Lebende Erde. Facetten der Geologie Islands. Mál og Menning, Reykjavík 2007, ISBN 978-9979-3-2778-3.